# ريني كرهين
ريني كرهين (بالإيطالية: Rene Krhin)‏ لاعب كرة قدم سلوفيني يلعب حاليا لصالح نادي الدرجة الأولى بولونيا الإيطالي انتقل له من نادي إنتر ميلان في موسم 2010 يلعب في مركز الوسط المحوري منذ 2007.

## مسيرته الكروية
لعب ريني كرهين خلال مسيرته الاحترافية مع 5 أندية في اثنا عشر موسمًا وسجل خلالها هدفين أثنين ضمن 159 مباراة. حيث فاز في موسم واحد بالكأس وفي موسم واحد بالدوري.
خاض ريني كرهين مسيرته مع نادي إنتر ميلان في موسم 2009–10 ولمدة موسمين، مشاركًا في 8 مباريات ولم يسجل أي هدف. ثم انتقل إلى نادي بولونيا في موسم 2010–11 ليلعب معه أربعة مواسم، حيث شارك في 59 مباراة سجل خلالها هدفًا واحدًا. لينتقل بعدها إلى نادي قرطبة في موسم 2014–15 لمدة موسم واحد، مشاركًا في 14 مباراة ولم يسجل أي هدف. ثم انتقل إلى نادي غرناطة في موسم 2015–16 ولمدة موسمين، مشاركًا في 36 مباراة ولم يسجل أي هدف أيضًا. هذا وانتقل لاحقًا إلى نادي نانت في موسم 2017–18 واستمر معه طيلة ثلاثة مواسم، مشاركًا في 42 مباراة سجل خلالها هدفًا واحدًا.

## روابط خارجية
- ريني كرهين على موقع الاتحاد الدولي (مؤرشف)  (الإنجليزية)
- ريني كرهين على موقع الاتحاد الأوربي (الإنجليزية)
- ريني كرهين على موقع قاعدة بيانات كرة القدم.إي يو (الإنجليزية)
- ريني كرهين على موقع ناشيونال فوتبول تيمز (الإنجليزية)
- ريني كرهين على موقع Soccerbase.com (لاعب) (الإنجليزية)
- ريني كرهين على موقع Soccerway.com (الإنجليزية)
- ريني كرهين على موقع عالم كرة القدم.نت (الإنجليزية)
- ريني كرهين على موقع كووورة
- ريني كرهين على موقع AS.com (الإسبانية)